# Joanna (singolo Kool & the Gang)
Joanna  è una canzone pop-R&B  incisa nel 1983 dal gruppo musicale statunitense Kool & the Gang e facente parte dell'album In the Heart. Autori del brano sono Claydes Smith e James "J.T." Taylor.
Il singolo, uscito su etichetta De-Lite Records e prodotto dal gruppo stesso in collaborazione con Jim Bonnefond, raggiunse il primo posto delle classifiche R&B e il secondo nelle classifiche pop negli Stati Uniti, dove fu disco d'oro. Si tratta della seconda hit di maggiore successo del gruppo dopo Celebration.

## Descrizione

### Storia
Originariamente il brano doveva intitolarsi "Dear Mom", ma fu in seguito trasformato in una canzone d'amore intitolata appunto "Joanna".
Il brano fu registrato presso la House of Music di West Orange (New Jersey).
Il 30 ottobre 1983 il disco entrò nella Billboard's Hot Top 100, dove sarebbe poi rimasto per 21 settimane. Piazzatosi inizialmente al 90º posto, raggiunse la seconda posizione della classifica il 5 febbraio 1984.

### Testo
Il testo si presenta come una dichiarazione d'amore ad una donna di nome Joanna. L'uomo le sussurra semplici frasi quali I love you ("Ti amo") e You're the one for me ("Sei quella (che fa) per me").

## Tracce

### 45 giri
1. Joanna 3:48
2. Place for Us 3:40

### 45 giri maxi (Regno Unito)
1. Joanna 4:20
2. Tonight 3:53
3. You Can Do It 4:39

### 45 giri (1988)
1. Joanna 3:58
2. Cherish 4:00

## Video musicale
Il video musicale è ambientato in un ristorante, dove la protagonista della canzone, che per l'interprete assume un'immagine quasi materna, lavora come cameriera.

## Classifiche
| Classifica                    | Posizione massima | Nr. di settimane |
| ----------------------------- | ----------------- | ---------------- |
| Germania                      | 18                | 11               |
| Nuova Zelanda                 | 7                 | 10               |
| Paesi Bassi                   | 25                | 2                |
| Regno Unito                   | 2                 |                  |
| Stati Uniti (classifiche pop) | 2                 |                  |
| Stati Uniti (classifiche R&B) | 1                 |                  |